# Wadbilliga River
Der Wadbilliga River ist ein Fluss im Südosten des australischen Bundesstaates New South Wales.

## Geographie
Der Fluss entspringt etwa acht Kilometer südwestlich von Wadbilliga im Zentrum des Wadbilliga-Nationalparks an den Osthängen der Great Dividing Range. Er fließt nach Nordosten und mündet rund elf Kilometer südöstlich von Belowra in den Tuross River.

### Nebenflüsse mit Mündungshöhen
Der Wadbilliga River hat folgende Nebenflüsse:
- Queens Pound River – 323 m
- Lake Creek – 231 m
- Yowrie River – 150 m
- Brassknocker Creek – 102 m